# US Open 2014 (turniej pokazowy)
US Open 2014 – turniej pokazowy – zawody pokazowe, rozgrywane w ramach ostatniego, czwartego w sezonie wielkoszlemowego turnieju tenisowego, US Open. Zmagania odbyły się 4 września na nowojorskich kortach USTA Billie Jean King National Tennis Center.

## Drabinka

#### Klucz
- w/o – walkower
- k – krecz
- d – dyskwalifikacja
- Q – kwalifikant
- WC – dzika karta
- LL – szczęśliwy przegrany
- Alt – zawodnik zastępczy
- PR – ochrona rankingu
- SE – specjalna przepustka
- ITF – ranking ITF
- JE – ranking juniorski

### Faza finałowa
|  |       |                           |   |   |  |
|  | Finał |                           |   |   |  |
|  |       |                           |   |   |  |
|  |       |                           |   |   |  |
|  |       |                           |   |   |  |
|  |       | James Blake John McEnroe  | 4 | 1 |  |
|  |       | James Blake John McEnroe  | 4 | 1 |  |
|  |       | Jim Courier Mats Wilander | 1 | 1 |  |
|  |       | Jim Courier Mats Wilander | 1 | 1 |  |
|  |       |                           |   |   |  |